# White Star Line
«Уайт Стар Лайн» (англ. White Star Line) — крупнейшая британская судоходная компания конца XIX — начала XX века. С 1902 года в составе «Международной торговой морской компании», организованной американским финансистом Джоном Пирпонтом Морганом.
Основанная в 1845 году, компания занималась морскими перевозками иммигрантов в Австралию. После банкротства в 1867 году «Уайт Стар» приобретает Томас Генри Исмей. С этого времени компания стала специализироваться на трансатлантических перевозках пассажиров и грузов. После смерти Томаса Исмея в 1899 году руководство «Уайт Стар» перешло к его сыну, Джозефу Брюсу Исмею. В 1902 году Исмей вступает в «Международную торговую морскую компанию», организованную американским финансистом Джоном Пирпонтом Морганом.
После гибели «Титаника» Исмей уходит в отставку. В 1927 году компания, перешедшая к британскому бизнесмену Оуэну Филлипсу, стала частью «Компании королевских почтовых пароходов».
Великая депрессия сильно ударила по «Уайт Стар», поэтому в 1934 году компания слилась со своим главным конкурентом — «Кунард Лайн». В 1949 году «Кунард Лайн» полностью поглощает «Уайт Стар». С 2005 года «Кунард» стала подразделением круизной компании «Carnival Corporation & plc». В настоящее время единственным сохранившимся судном «Уайт Стар» является «Номадик», построенный в 1911 году для транспортировки пассажиров на борт «Олимпика» и «Титаника» во время их стоянки в Шербуре.

## История

### Основание
«Уайт Стар Лайн» была основана в Ливерпуле Генри Трелфоллом Уилсоном и его партнёром Джоном Пилкингтоном. Первым судном во флотилии компании стала «Айова», построенная в 1849 году. С 1852 года «Уайт Стар» стала осуществлять регулярные перевозки эмигрантов из Великобритании в Австралию, где в 1851 году началась золотая лихорадка. К этому времени компания успела построить флотилию парусных клиперов, крупнейшими из которых были «Ред Джакет», «Блу Джакет» и «Тайлер». В 1863 году компания приобрела свой первый пароход — «Роял Стандарт». После гибели 4 апреля 1864 года судна «Тайлер» «Уайт Стар» столкнулась с финансовыми проблемами. Для поправки дел владельцы приняли решение приобрести ещё две линии («Black Ball Line» и «The Eagle Line»), но затея провалилась. К 1867 году долг «Уайт Стар» достиг £ 527 000 (£ 34 029 969 на 2013 год) и она оказалась на грани банкротства.

### «Океанская пароходная компания»

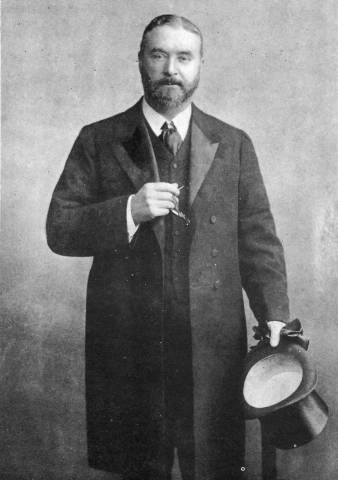
Томас Генри Исмей

18 января 1868 года остатки активов компании приобрёл за £ 1000 Томас Генри Исмей. Он решил сосредоточить деятельность компании на трансатлантических перевозках между Европой и Соединёнными Штатами. Исмей подписал соглашение с «Харленд энд Вулф» на строительство четырёх пароходов («Океаник», «Атлантик», «Балтик» и «Репаблик»), которые помимо парусов должны быть оснащены паровой машиной. Финансовую помощь в этой сделке оказывали финансист Густав Швабе и судостроитель Густав Вильгельм Вульфф. Скоро верфь приступила к выполнению заказа. Все эти суда предназначались для выполнения еженедельных рейсов между Ливерпулем и Нью-Йорком.
После постройки первых кораблей Исмей создаёт «Океанскую пароходную компанию», которая становится материнской компанией для «Уайт Стар». Но корабли Исмея по прежнему выходили в плавание с флагом «Уайт Стар». К тому времени судоходные компании, стремясь выделить свои корабли, присваивали им имена с одинаковым окончанием. С 1871 года имена кораблей «Уайт Стар» заканчивались на «-ик». Другими отличительными чертами судов компании были жёлтые трубы с чёрной верхушкой и жёлтая полоска по всей длине корпуса.
Первые потери компания понесла в 1873 году, когда «Атлантик» затонул у берегов Галифакса, Новая Шотландия. По пути из Ливерпуля в Нью-Йорк судно попало в сильный шторм, замедливший его движение. Через несколько дней, израсходовав значительную часть угля, капитан Джеймс Уильямс приказал повернуть к Галифаксу. Но в пяти километрах от порта судно напоролось на скалы и затонуло. В результате крушения погибло 535 человек. В ходе расследования, проведённого министерством торговли Великобритании, виновным был признан экипаж.
К концу XIX века самыми быстроходными кораблями, сумевшими завоевать Голубую ленту Атлантики, были «Британник», «Германик», «Тевтоник» и «Маджестик». В 1899 году в строй был введён «Океаник», до 1901 года остававшийся самым большим пароходом в мире, хотя по тоннажу он уступал «Грейт Истерну». К этому времени «Уайт Стар» больше внимания уделяла не скорости, а комфортности и экономичности.
Со смертью Томаса Исмея в 1899 году руководство «Уайт Стар» переходит к его сыну Джозефу Брюсу Исмею. Между 1901 и 1907 годами по заказу «Уайт Стар» на верфи строятся корабли серии «Большая четвёрка»: «Селтик», «Седрик», «Балтик» и «Адриатик». Каждый из этих судов имел тоннаж не менее 20 000 т, мог вместить 400 пассажиров в первом и втором классе и более 2000 в третьем классе.
В 1902 году «Океанская пароходная компания» была приобретена банкиром Джоном Пирпонтом Морганом, основателем «Международного треста торгового флота» или ИММ. В 1904 году Брюс Исмей становится председателем ИММ, оставаясь на этом посту до своей отставки в 1912 году. Главой верфи «Харленд энд Вулф» был избран лорд Пирри. К этому времени пассажиропоток «Уайт Стар» составлял 29 833 человек, что было на 3000 больше, чем у его конкурента «Кунард Лайн».

### Класс «Олимпик»

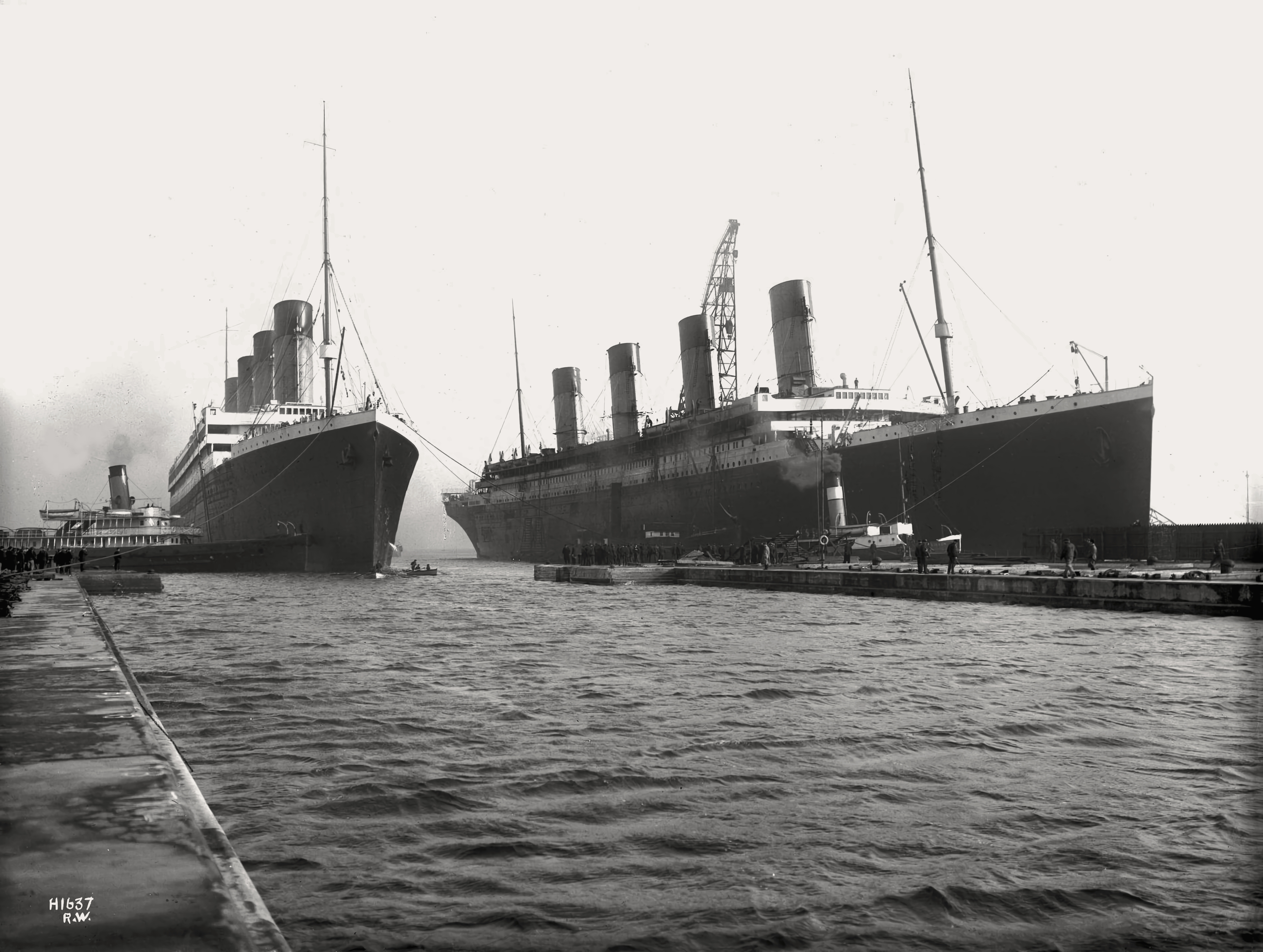
«Олимпик» (слева) и «Титаник» (справа). 6 марта 1912 года

В 1907 году Брюс Исмей и лорд Пирри приняли решение о строительстве трёх лайнеров класса «Олимпик»: «Олимпик», «Титаник» и «Гигантик» (третий лайнер был переименован в «Британник» после гибели «Титаника»). Эти суда должны были стать достойными конкурентами «гончим океана» — лайнерам «Лузитания» и «Мавритания», принадлежавшим «Кунард Лайн». Лайнеры данного класса были ориентированы на высокий уровень комфорта и роскоши, а не скорости. Также «Уайт Стар» большое внимание уделяла безопасности, что делало компанию популярной среди пассажиров. Например, когда в 1909 году «Репаблик», принадлежавший «Уайт Стар», столкнулся с лайнером «Флорида», то благодаря закрытию водонепроницаемых переборок он оставался на плаву в течение 48 часов. Из-за столкновения погибло 2 человека, остальные пассажиры и члены команды были благополучно эвакуированы.
Первым лайнером, спущенным на воду был «Олимпик». Свой первый рейс лайнер совершил в 1911 году. Гибель «Титаника», второго из лайнеров, сильно ударила по репутации компании, не говоря о финансовых потерях. Ситуация усугубилась отставкой Исмея в 1912 году и смертью Моргана годом позже. Катастрофа показала, что правила безопасности для судов безнадежно устарели. Вскоре команда «Олимпика» взбунтовалась, требуя установки достаточного количества спасательных шлюпок. В 1913 году он вернулся в строй. Несмотря на катастрофу, в том же 1913 году услугами «Уайт Стар» воспользовались 191 838 человек.
С наступлением Первой мировой войны суда «Уайт Стар» были реквизированы для военных нужд. Часть из них была преобразована в транспортные или госпитальные суда (например «Олимпик» или «Балтик»), остальные во вспомогательные крейсеры («Тевтоник»). В 1916 году третий лайнер класса «Олимпик», «Британник», переоборудованный в плавучий госпиталь, подорвался на немецкой подводной мине у острова Лемнос, Греция. В ходе войны компания также потеряла «Лаурентик» и «Океаник».

### Слияние с «Cunard Line»

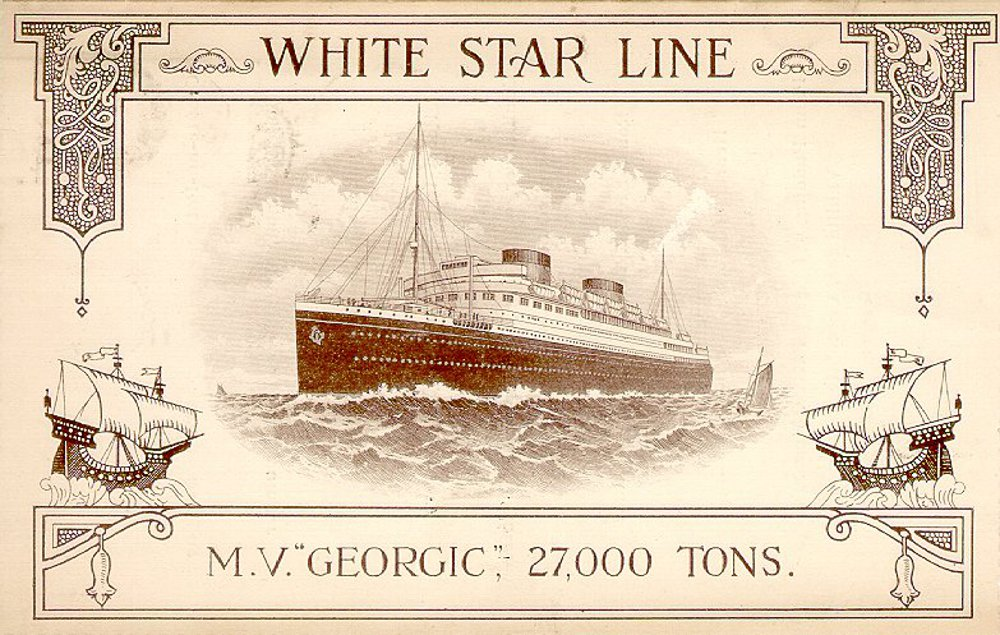
«Джорджик» стал последним лайнером «Уайт Стар», построенным до слияния с «Кунард Лайн»

После войны в качестве компенсации «Уайт Стар» были переданы 2 бывших немецких трансатлантических лайнера «Бисмарк» и «Колумбус», которые совершали рейсы между Саутгемптоном и Нью-Йорком до начала Великой депрессии. В 1927 году «Уайт Стар» была отделена от ИММ и продана за $ 35 млн бизнесмену Оуэну Филлипсу, возглавлявшему «Компанию королевских почтовых пароходов». В то время эта судоходная компания была одной из крупнейших в мире.

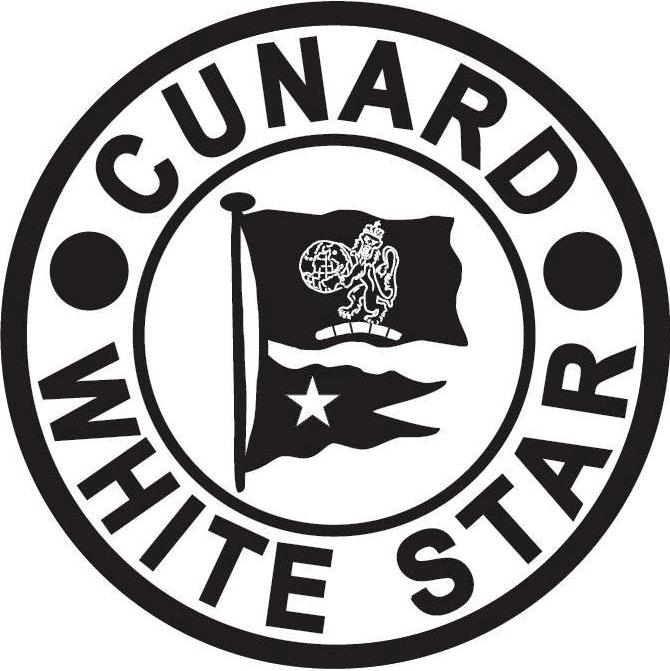
Логотип «Кунард-Уайт Стар Лайн»

Финансовый кризис 1929 года коснулся как и «Уайт Стар Лайн», так и «Кунард Лайн». «Кунард» была вынуждена в 1931 году прекратить строительство «Куин Мэри», а «Уайт Стар» отменило строительство «Океаника» в пользу «Британника» и «Джорджика». В 1931 году Оуэн Филлипс был обвинён в уклонении от уплаты налогов и заключён в тюрьму, а его компания ликвидирована. Спустя 2 года, 30 декабря 1933 года, компании «Кунард Лайн» и «Уайт Стар Лайн» подписали соглашение о слиянии. В 1934 году акт о слиянии был одобрен парламентом, и 10 мая того же года была создана «Кунард-Уайт Стар Лайн». При заключении договора «Кунард» получила 62 % пакета акций. Первым лайнером новой компании стала достроенная «Куин Мэри». Но количество человек, пересёкших Атлантику, заметно снизилось: если в 1930 году их было около 1 млн человек, то к 1934 году только 460 000. «Олимпик» в 1920 году в среднем за рейс провозил 950 человек, а к 1934 году этот показатель уменьшился до 233 человек.
В 1947 году «Кунард» приобрела оставшиеся 38 % активов компании, и с 31 декабря 1949 года «Кунард-Уайт Стар Лайн» была переименована в «Кунард Лайн». С момента слияния компаний в 1934 году суда выходили в море под сдвоенным штандартом компаний. Последним лайнером «Уайт Стар», отправленным на слом в 1960 году, стал «Британник». С этого момента компания прекратила своё существование.

## Список лайнеров
В этом списке перечислены суда, составлявшие флотилию «Уайт Стар Лайн». Графы, помеченные красным, указывают что корабль был перекуплен или получен от другой судоходной компании. Отдельным цветом выделены суда, завоевавшие Голубую ленту Атлантики.

### «Уайт Стар Лайн»
| Год  | Название   | Изображение | Тоннаж   | Статус                                                                          |
| ---- | ---------- | ----------- | -------- | ------------------------------------------------------------------------------- |
| 1853 | Ред Джакет |             | 2305 БРТ | В 1883 году продан компании «Бленди Бразерс». Был разобран в 1885 году.         |
| 1854 | Блю Джакет |             | 1790 БРТ | 5 марта 1869 года после пожара на борту клипер затонул у Фолклендских островов. |

### «Океанская пароходная компания»
| Год  | Название    | Изображение        | Тоннаж                                                                                 | Статус |
| ---- | ----------- | ------------------ | -------------------------------------------------------------------------------------- | --- |
| 1871 | Океаник     |                    | 3707 брт                                                                               | Выведен из эксплуатации и отправлен на слом в 1895 году. |
| 1871 | Атлантик    |                    | 3707 брт                                                                               | Затонул у берегов Новой Шотландии в 1873 году. |
| 1871 | Балтик      |                    | 3707 брт                                                                               | В 1888 году продан компании «Голланд Америка Лайн», затонул в 1898 году. |
| 1872 | Репаблик    |                    | 3984 брт                                                                               | В 1889 году продан компании «Голланд Америка Лайн» и переименован в «Маасдам». Отправлен на слом в 1910 году. |
| 1872 | Селтик      |                    | 3867 брт                                                                               | В 1893 году продан компании «Зе Юнайтед Стримшип Компани» и переименован в «Америка». Отправлен на слом в 1897 году.                                                                                               |
| 1872 | Адриатик    |                    | 3867 брт                                                                               | Выведен из эксплуатации в 1899 году и отправлен на слом. |
| 1874 | Британник   |                    | 5008 брт                                                                               | Выведен из эксплуатации в 1903 году и отправлен на слом. |
| 1874 | Германик    |                    | 5008 брт                                                                               | В 1905 году продан компании «Доминион Лайн» и переименован в «Оттава». Отправлен на слом в 1950 году. |
| 1881 | Арабик      |                    | 4367 брт                                                                               | В 1890 году продан компании «Голланд Америка Лайн» и переименован в «Спаарндам». |
| 1881 | Коптик      |                    | 4367 брт                                                                               | В 1906 году продан компании «Пасифик Стим Навигейшн Компани» и переименован в «Персия». |
| 1883 | Дорик       |                    | 4784 брт                                                                               | В 1906 году продан компании «Пасифик Стим Навигейшн Компани» и переименован в «Азия». |
| 1883 | Ионик       | 4784 брт           | В 1900 году продан компании «Абердин энд Коммонвелт Лайн» и переименован в «Софокл».   | |
| 1885 | Гаэлик      | 4212 брт           | В 1905 году продан компании «Пасифик Стим Навигейшн Компани» и переименован в «Кальяо» | |
| 1885 | Бельгик     | 4212 брт           | В 1899 году продан компании «Атлантик Транспорт Лайн» и переименован в «Мохаук».       | |
| 1888 | Суфик       | 4639 брт           | В 1901 году продан компании «Доминион Лайн» и переименован в «Мэнксмэн»                | |
| 1889 | Руник       |                    | 4833 брт                                                                               | В 1895 году продан компании «Вест Индия энд Пасифик Лтд.» и переименован в «Тампикан» |
| 1889 | Тевтоник    |                    | 9984 брт                                                                               | Выведен из эксплуатации и продан на слом в 1921 году. |
| 1890 | Маджестик   |                    | 9984 брт                                                                               | Выведен из эксплуатации и продан на слом в 1914 году. |
| 1891 | Таврик      |                    | 5741 брт                                                                               | В 1903 году продан компании «Доминион Лайн» и переименован в «Велшмэн» |
| 1891 | Номадик     | 5741 брт           | В 1903 году продан компании «Доминион Лайн» и переименован в «Корнишмэн»               | |
| 1891 | Магнетик    | Рядом с «Балтиком» | 619 брт                                                                                | Продан в 1933 году. |
| 1892 | Нароник     |                    | 6594 брт                                                                               | Бесследно исчез после выхода в очередной рейс из Ливерпуля в Нью-Йорк 11 февраля 1893 года. Судьба корабля с 74 пассажирами на борту до сих пор неизвестна.                                                        |
| 1892 | Бовик       |                    | 6583 брт                                                                               | Продан в 1922 году. |
| 1893 | Готик       |                    | 7755 брт                                                                               | В 1907 продан компании «Ред Стар Лайн» и переименован в «Готлэнд». |
| 1894 | Севик       |                    | 8301 брт                                                                               | В 1914 году продан в Королевский военно-морской флот Великобритании. |
| 1894 | Понтик      |                    | 395 брт                                                                                | Продан в 1919 году. |
| 1895 | Джорджик    |                    | 10 077 брт                                                                             | В 1916 году затоплен вспомогательным крейсером «Мёве». |
| 1897 | Дельфик     |                    | 8273 брт                                                                               | Торпедирован в 1917 году. |
| 1898 | Кимрик      |                    | 13 370 брт                                                                             | Торпедирован немецкой подлодкой «У-20» у берегов Ирландии 8 мая 1916 года. Погибло 5 человек. |
| 1898 | Медик       |                    | 11 985 брт                                                                             | В 1928 году продан в Норвегию и переоборудован в китобойное судно. |
| 1899 | Африк       |                    | 11 948 брт                                                                             | Потоплен немецкой подлодкой «УК-66» 12 февраля 1917 года. |
| 1899 | Персик      |                    | 11 973 брт                                                                             | Выведен из эксплуатации и продан на слом в 1927 году. |
| 1899 | Океаник     |                    | 17 272 брт                                                                             | 8 сентября 1914 года сел на мель, через 3 недели затонул. |
| 1900 | Руник       |                    | 12 531 брт                                                                             | В 1930 году продан в Норвегию и переоборудован в китобойное судно. |
| 1900 | Суевик      |                    | 12 531 брт                                                                             | В 1928 году продан в Норвегию и переоборудован в китобойное судно. |
| 1901 | Селтик      |                    | 21 035 брт                                                                             | 10 декабря 1928 года сел на мель у берегов Ирландии. Разобран в 1933 году. |
| 1902 | Седрик      |                    | 21 035 брт                                                                             | Выведен из эксплуатации и продан на слом в 1932 году. |
| 1902 | Атеник      |                    | 12 367 брт                                                                             | В 1928 году продан в Норвегию и переоборудован в китобойное судно. Утилизирован в 1962 году. |
| 1902 | Коринтик    |                    | 12 367 брт                                                                             | Выведен из эксплуатации и продан на слом в 1931 году. |
| 1903 | Ионик       |                    | 12 367 брт                                                                             | В 1934 году продан компании «Шо, Сэвилл энд Альбион Лайн». Утилизирован в 1936 году. |
| 1903 | Арабик      |                    | 15 801 брт                                                                             | 19 августа 1915 года торпедирован немецкой подлодкой «У-24». |
| 1903 | Репаблик    |                    | 15 378 брт                                                                             | Затонул в 1909 году у берегов Нантакета в результате столкновения с лайнером «Флорида». |
| 1903 | Кретик      |                    | 13 507 брт                                                                             | В 1929 году продан на металлолом. |
| 1903 | Канопик     |                    | 12 268 брт                                                                             | 20 марта 1925 года совершил свой последний рейс. В октябре утилизирован. |
| 1903 | Романик     |                    | 11 394 брт                                                                             | В 1923 году продан на металлолом. |
| 1905 | Балтик      |                    | 23 876 брт                                                                             | Выведен из эксплуатации и продан на слом в 1933 году. |
| 1907 | Адриатик    |                    | 24 541 брт                                                                             | Выведен из эксплуатации и продан на слом в 1935 году. |
| 1908 | Меганик     |                    | 14 892 брт                                                                             | Продан на слом в Японию в феврале 1933 года. |
| 1909 | Лаурентик   |                    | 14 892 брт                                                                             | Корабль натолкнулся на мину и затонул 25 января 1917 года у берегов Ирландии. Из 475 пассажиров спасся 121 человек.                                                                                                |
| 1911 | Олимпик     |                    | 45 324 брт                                                                             | Выведен из эксплуатации и утилизирован в 1935 году. |
| 1912 | Титаник     |                    | 46 329 брт                                                                             | Затонул после столкновения с айсбергом во время своего первого рейса 15 апреля 1912 года. Погибло 1496 человек. |
| 1913 | Церамик     |                    | 18 495 брт                                                                             | В 1934 году продан компании «Шо, Сэвилл энд Альбион Стимшип Ко. Лтд.». В декабре 1942 года лайнер был потоплен подлодкой «У-515». В результате крушения погибло 655 человек.                                       |
| 1914 | Бельгенлэнд |                    | 24 547 брт                                                                             | В 1923 году продан компании «Ред Стар Лайн». Утилизирован в 1936 году. |
| 1915 | Британник   |                    | 48 158 брт                                                                             | 21 ноября 1916 года натолкнулся на мину поставленную подлодкой «У-73» у острова Лемнос, Греция. Катастрофа унесла жизни 30 человек. На корабле находилась одна из выживших на Титанике: Джессоп Вайолетт Констанс. |
| 1918 | Ведик       |                    | 9332 брт                                                                               | После капитального ремонта в 1925 году совершал рейсы из Великобритании в Австралию. Порезан на металл в 1934 году.                                                                                                |
| 1921 | Хаверфорд   |                    | 11 635 брт                                                                             | Продан в Италию на металлолом в 1925 году. |
| 1921 | Арабик      |                    | 16 786 брт                                                                             | Выведена из состава флота в 1931 году. |
| 1922 | Маджестик   |                    | 56 551 брт                                                                             | Затонул после пожара 29 сентября 1939 года, в 1940 году продан на слом. |
| 1922 | Гомерик     |                    | 34 351 брт                                                                             | Продан в Шотландию на слом в 1936 году. |
| 1923 | Дорик       |                    | 16 484 брт                                                                             | Выведен из состава флота 10 ноября 1935 года, позже порезан на металл. |
| 1926 | Альбертик   |                    | 18 940 брт                                                                             | В 1934 году продан на металлолом в Японию. |
| 1927 | Лаурентик   |                    | 18 724 брт                                                                             | 3 ноября 1940 года лайнер был торпедирован подлодкой «У-99». Погибло 49 из 416 человек, находившихся на борту. |
| 1927 | Калгарик    |                    | 16 063 брт                                                                             | Утилизирован в 1935 году. |
| 1930 | Британник   |                    | 27 759 брт                                                                             | 4 декабря 1960 года выведен из состава флота, в 1961 году утилизирован. |
| 1931 | Джорджик    |                    | 27 759 брт                                                                             | 10 января 1956 года выведен из состава флота, а в феврале того же года порезан на металл. |